# Isaac Silafau
Isaac Silafau, född 5 oktober 1990, är en amerikansk samoansk friidrottare. Han deltog vid olympiska sommarspelen 2016.